# Curitiba Challenger
Il Curitiba Challenger è un torneo professionistico maschile di tennis giocato su campi in terra rossa, facente parte dell'ATP Challenger Tour. Inaugurato nel 2016, non si è giocato negli anni successivi ed è stato reinserito nel circuito nel 2023 come Festval Challenger per ragioni di sponsorizzazione, entrando nella categoria Challenger 75. Si gioca al Graciosa Country Club di Curitiba, in Brasile.

## Albo d'oro

### Singolare
| Anno       | Campione        | Finalista             | Punteggio           |
| ---------- | --------------- | --------------------- | ------------------- |
| 2024       | Jaime Faria     | Felipe Meligeni Alves | 6–4, 6–4            |
| 2023       | Hugo Dellien    | Oliver Crawford       | 7–6(6), 4–6, 7–6(1) |
| 2022- 2017 | Non disputato   | Non disputato         | Non disputato       |
| 2016       | Agustín Velotti | André Ghem            | 6–0, 6–4            |

### Doppio
| Anno       | Campioni                        | Finalisti                          | Punteggio           |
| ---------- | ------------------------------- | ---------------------------------- | ------------------- |
| 2024       | Fernando Romboli Matías Soto    | Karol Drzewiecki Piotr Matuszewski | 7–6(5), 7–6(4)      |
| 2023       | Guido Andreozzi Ignacio Carou   | Diego Hidalgo Cristian Rodríguez   | 6–4, 6–4            |
| 2022- 2017 | Non disputato                   | Non disputato                      | Non disputato       |
| 2016       | Rubén Ramírez Hidalgo Pere Riba | André Ghem Fabrício Neis           | 6(3)–7, 6–4, [10–7] |